# صومعة حسان
صومعة حسان من المباني التاريخية المتميزة بالعاصمة المغربية الرباط، والتي شيدت في عصر دولة الموحدين. أُسس «جامع حسان» بناءً على أمر يعقوب المنصور سنة 593 هـ (1197-1198 م) أضافت منظمة اليونسكو للتراث العالمي هذا الموقع لقائمة أولية 1 يوليو 1995 في فئة الثقافة.، كما يمكننا تشبيه صومعة حسان بتحفة فنية مميزة تشهد على التاريخ الأثري للمدينة، حيث تعتبر من أفضل الأماكن السياحية في مدينة الرباط.

## لمحة تاريخية
شيدت من طرف السلطان يعقوب المنصور الموحدي، وكان يعد من أكبر المساجد في عهده. لكن هذا المشروع الطموح توقف بعد وفاته سنة 1199، كما تعرض للاندثار بسبب الزلزال الذي ضرب الرباط سنة 1755م. وتشهد آثاره على مدى ضخامة البناية الأصلية للمسجد، حيث يصل طوله 180 مترا وعرضه 140 مترا، كما تشهد الصومعة التي تعد إحدى الشقيقات الثلاث لصومعة الكتبية بمراكش، والخيرالدا بإشبيلية على وجود المسجد وضخامته.
ويرى المؤرخون أن اختيار هذا المسجد الذي تتجاوز مساحته 2550م2 بمدينة الرباط ليكون أكبر مساجد المغرب وليداني أكبر مساجد الشرق مساحة وفخامة، يدل على أن الموحدين كانوا يرغبون في أن يتخذوا من الرباط مدينة كبيرة تخلف في أهميتها مدينتي فاس ومراكش، وبالرغم من العناية التي بذلها كل من أبي يعقوب وأبي يوسف في إنشاء مدينة كبيرة بكل مرافقها لتخلد بذلك اسم الدولة الموحدية، فإن الرباط في الواقع لم تعمر بقدر ما كان يأمله منها أبو يوسف وخلفه. وهذا الأمر قد يكون من أهم الأسباب التي أوقفت حركة البناء في هذا الجامع بالإضافة إلى موت أبو يوسف المنصور قبل إكمال بنائه، كما أنه كان يستنفذ موارد الدولة مع المرافق الأخرى للرباط.
في عهد الدولة الموحدية نفسها وفي فترة احتضارها عمد السعيد الموحدي إلى أخشاب المسجد وأبوابه، فصنع منها أجفانا سنة 641هـ فما لبثت أن احترقت بنهر أم الربيع وبذلك فسح للعامة مجال النهب والسلب ليسطوا على بقية هذه الأخشاب التي كانت من أشجار الأرز. وتوالي السطو أيام المرينيين ثم السعديين بل حتى أيام العلويين عهد السلطان عبد الله بن إسماعيل حيث صنع القراصنة من سلا والرباط سفينة من أخشاب الجامع المذكور وسموها بسفينة الكراكجية ثم انتزعها منهم السلطان محمد بن عبد الله.
ولم تكن أحداث الطبيعة بأرحم من الناس على هذا الأثر، فقد كان زلزال لشبونة سنة 1169هـ (1755م) الذي عم أثره بعض أنحاء المغرب خاصةً مكناس والرباط، سببا في سقوط عدة أعمدة وأطراف من السور والمنار، كما تهدمت عدة منازل من الرباط ثم تلا هذا الزلزال حريق عظيم أتى على ما بقي من أخشاب المسجد التي تحولت رمادا، وكان للأمطار ورطوبة البحر وتقلبات الجو أثرها أيضا على هذا البناء الأثري حتى استحال الجانب المطل على نهر أبي رقراق من المنار رماديا كما يبدو ذلك حتى الآن.
أدرجت منظمة اليونسكو صومعة حسان ضمن قائمة المواقع التاريخية البارزة، لما تمثله من قيمة حضارية ومعمارية رفيعة. .

## مواد البناء
تتكون مواد البناء من مختلف المواد التي تشكل عادة البناء الأندلسي المغربي، كالحجر الرملي والآجر والحجر المنحوت والجص الذي كان يحتوي على قدر وافر من الجير ثم الرخام والخشب. وكانت تحادي سور القبلة عدة أبراج للزينة ولحفظ التوازن في آن واحد.
وليس معروفًا تمامًا الطريقة التي اعتمد عليها الموحدون لامداد الجامع بالماء، بصرف النظر عن الآبار، ولكن من الثابت أن عين أغبولة (بالدشيرة) كانت المورد الرئيسي لإمداد المدينة كلها بالماء، بل ولإمداد سلا أيضا عن طريق اقنية تمتد على القنطرة الكبيرة التي بناها أبو يوسف المنصور بين العدوتين، وهي قنطرة كان يعبرها الجيش وعموم الناس وكانت مبنية بناء محكما حسبما نقله صاحب كتاب «المغرب ومدنه الأثرية».

### معالم وتعريف الصومعة

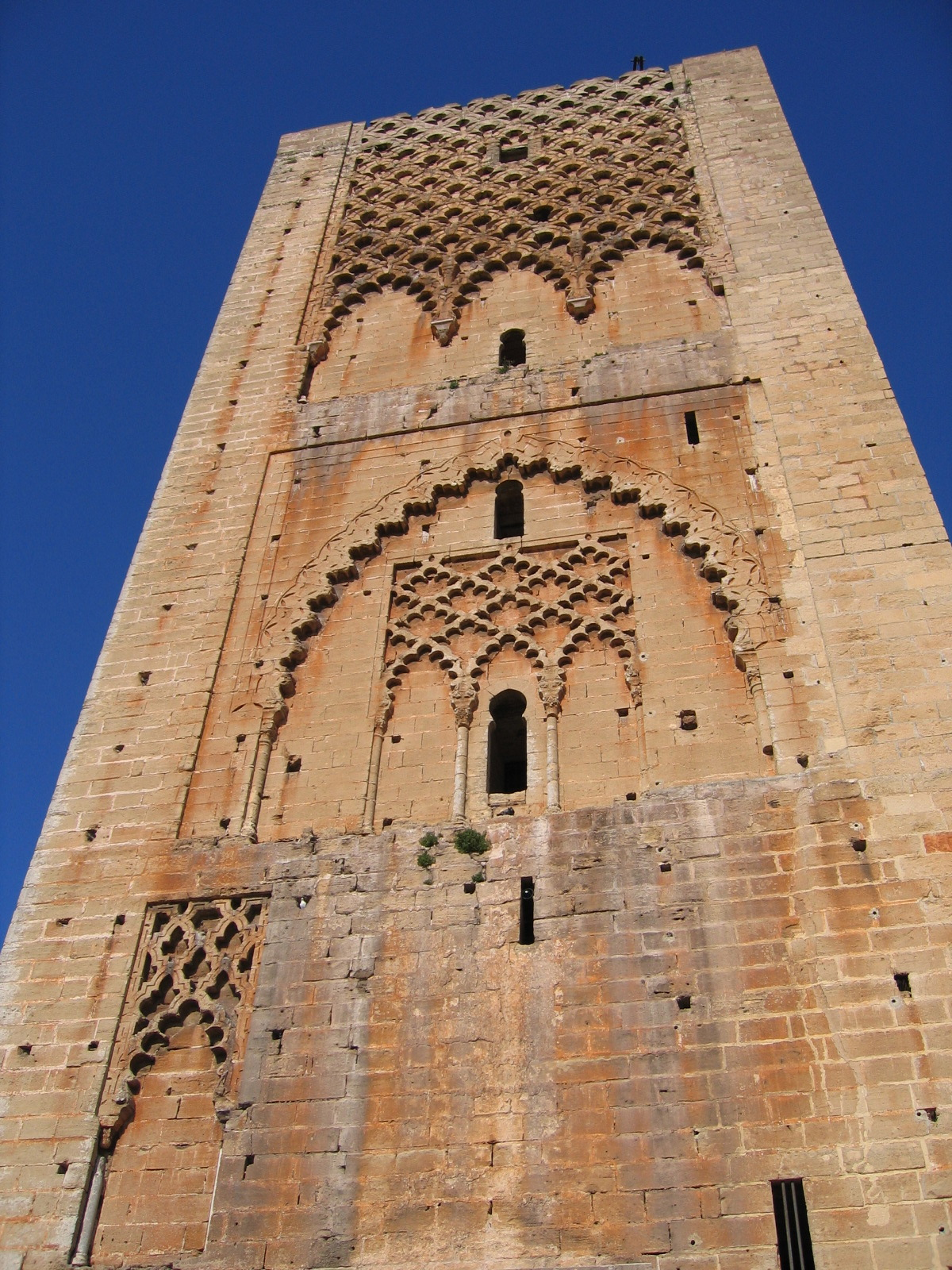
صورة سفلية للصومعة.

الصومعة مربعة الشكل ويصل علوها 44 مترا، ولها مطلع داخلي ملتو، يؤدي إلى أعلى الصومعة ويمر على ست غرف تشكل طبقات. وقد زينت واجهاتها الأربع بزخارف ونقوش مختلفة على الحجر المنحوت وذلك على النمط الأندلسي المغربي من القرن الثاني عشر.
يبلغ عرض جدار المنار مترين ونصف، ومن شأن العرض أن يحفظ توازنه، كما يبلغ عرض الصور مترا ونصف، وعلوه تسعة أمتار. وكان يقابل المحراب في خط مستقيم بخلاف أكثر المنارات في العمارة المغربية الأخرى التي تنزوي عادة في أحد الركنين من الجدار المقابل لجدار المحراب. ومن شأن هذا التصميم أن يضفي على الجامع طابعا هندسيا مميزًا. يبلغ كل جانب من المنار 16 مترا عرضا. أما ارتفاعه. فيبلغ 65 مترا ولكنه لو تم لبلغ علوه تقدير بعض الخبراء 80 مترا. وأهم المميزات المعمارية في هذا المنار بناؤه من حجر صلد نضدت أجزاؤه بعناية بالغة، وليس من المستبعد أن تكون أحجار المنار قد اقتطعت من محاجر تقع بالرباط نفسها.
اُختير موقع الصومعة في أمتن البقاع وأقدرها تحملا لثقل هذا البناء المميز. أضف إلى هذه المميزات أن الصومعة سهلة الارتقاء بفضل الدرجات المنبسطة التي كانت ترقاها الدواب حاملة أدوات البناء من حجر وطين وغيره. ولولا هذه المتانة التي تميز بناء المنار لتداعى على أثر الزلزال سنة 1755 م. ويكاد يستحيل أن تُؤْخَذ نظرة حقيقية عن الفن الزخرفي المعقد الذي تتميز به الصومعة، ولعل أهم ما يميزها هو التصميم الزخرفي المختلف لكل وجه من أوجهها الأربع. فالعقود المتجاوزة التي نحتت على كل من جدران المنار تزينها المقرنصات التي يرجع اتخاذها بالمغرب إلى عهد المرابطين، ولكنها تطورت بعدهم مع تعاقب الدول حتى اتخذت أشكالاً مختلفة. أما المعينات المقرصنة بدورها فتمثل بداية لدخول هذا الشكل الهندسي في مختلف العناصر الزخرفية في فن البناء وغيره منذ عصر المرينيين، كما يستدل على ذلك من بوابات المدارس ونوافذ بيوت الطلبة والمصنوعات الجلدية.

## مكونات المسجد
يبلغ طول المسجد 183م و139م عرضا. كما تبلغ مساحة قاعة الصلاة وحدها أزيد من 1932 مترا مربعا (أي 139 × 139) وهي مساحة غير معهودة في قاعات الصلاة بالمساجد الأخرى.
وليس للمسجد صحن واحد كباقي المساجد المغربية بل له صحن كبير قرب المنار وصحنان جانبيان ووسطه كله تثفله الأعمدة التي تتفاوت علوا من 25 ر 3م إلى 50 ر 6م، وتتميز البلاطات المقاربة للأسوار بعلو أعمدتها المستديرة الشكل. على أن استدارة الأعمدة كلها أمر غير عادي في عامة مساجد المغرب. ولضمان متانة السقوف، فقد اختيرت الأعمدة من الحجر والرخام الذي لا يعرف بالضبط مصدره ولكنه مجلوب من خارج الرباط. كما أن كل عمود يتكون من عدة قطع كثير منها غير منسجم انسجاما تاما ولكن لا يبعد أن تكون نية المصمم قد اتجهت إلى تلبيس أو زخرفة هذه الأعمدة فيما بعد، وإن كان من المعتاد لدى الموحدين وسابقيهم المرابطين الاهتمام بعنصر الضخامة والبساطة أكثر من الاهتمام بعنصر الزخرفة. وككل مساجد المغرب تقريبا فإن عقود جامع حسان كانت على ما يحتمل تتجه نحو القبلة.

### بيت الصلاة
ويشكل بيت الصلاة تصميما على شكل T ولكن الغريب أن أكثر الأساليب الكبرى هي التي تحادي الصحن المجاور للمنار. ويبلغ مجموع أساكيب بيت الصلاة 18 منها ثلاثة في الجنوب وسبعة في الشمال تحتوي على تسع عشرة بلاطة. أما الأساكيب الوسطى التي يجاورها صحنان صغيران فتشتمل على إحدى عشرة بلاطة وهذا بقطع النظر عن الأروقة الجانبية.
وفي داخل بيت الصلاة يمكن مشاهدة أعمدة صغيرة بين الأعمدة الأساسية، وهي من الآجر ويرتفع علوها إلى 40 سنتمترا تقريبا. وكان الغرض من هذه الأعمدة الصغيرة حفظ القوالب التي شيدت عليها العقود والتي ضاع أثرها. ويوجد جنوب الصحنين الصغيرين ثلاث بلاطات صغيرة وثلاث أكاسيب يفصلها عن باقي بيت الصلاة أعمدة صغيرة.

### أعمدة المسجد
تبلغ أعمدته حوالي أربعمائة، كما كان عدد أبوابه 16، ستة منها في الجانب الغربي وأربعة في الجانب الشرقي واثنان جنوبا وأربعة في الجانب الشمالي. على أن تساقط أعمدة الجامع سنة 1755م ثم إعادة وضعها في عهد الحماية الفرنسية قد يثير بعض الشك في التصميم الأصلي لأعمدة المسجد. ولعل هذا هو السبب في عدم تناسق قطعيا تناسقا تاما.

### محراب المسجد
أما محراب المسجد فيبلغ ثلاثة أمتار عرضا وثلاثة طولا. ولكن لم يبق إلا مكانة تهدم أعلاه. ويحيط بالمسجد سور عظيم يبدو من جهة المحراب مزدوجا، بدليل أن بعض أجزاء هذه الجهة قد سقط منها السور الداخلي، وبقي السور الخارجي مائلا.
وقد عمل في هذا المسجد سبعمائة أسير من أسارى الأفرنج مثل كثير من المساجد الأخرى بالمغرب. وقد وصفه صاحب الروض المعطار بأنه من أعظم مساجد الإسلام وأحسنها شكلا وأفسحها مجالا وأنزهها منظرا. ويلاحظ أن المحراب الذي يقع في أقصى البلاطة المركزية لا يتجه نحو الجنوب الشرقي، فجدار القبلة ينحرف كثيرا نحو الشرق، وهو مربع الشكل بخلاف باقي المساجد المغربية. ويتجه الصحنان الجانبيان عبر ثمانية أساكيب وثلاث بلاطات ويحيط بهما أعمدة ترتفع عليها عقود.

### أبواب المسجد

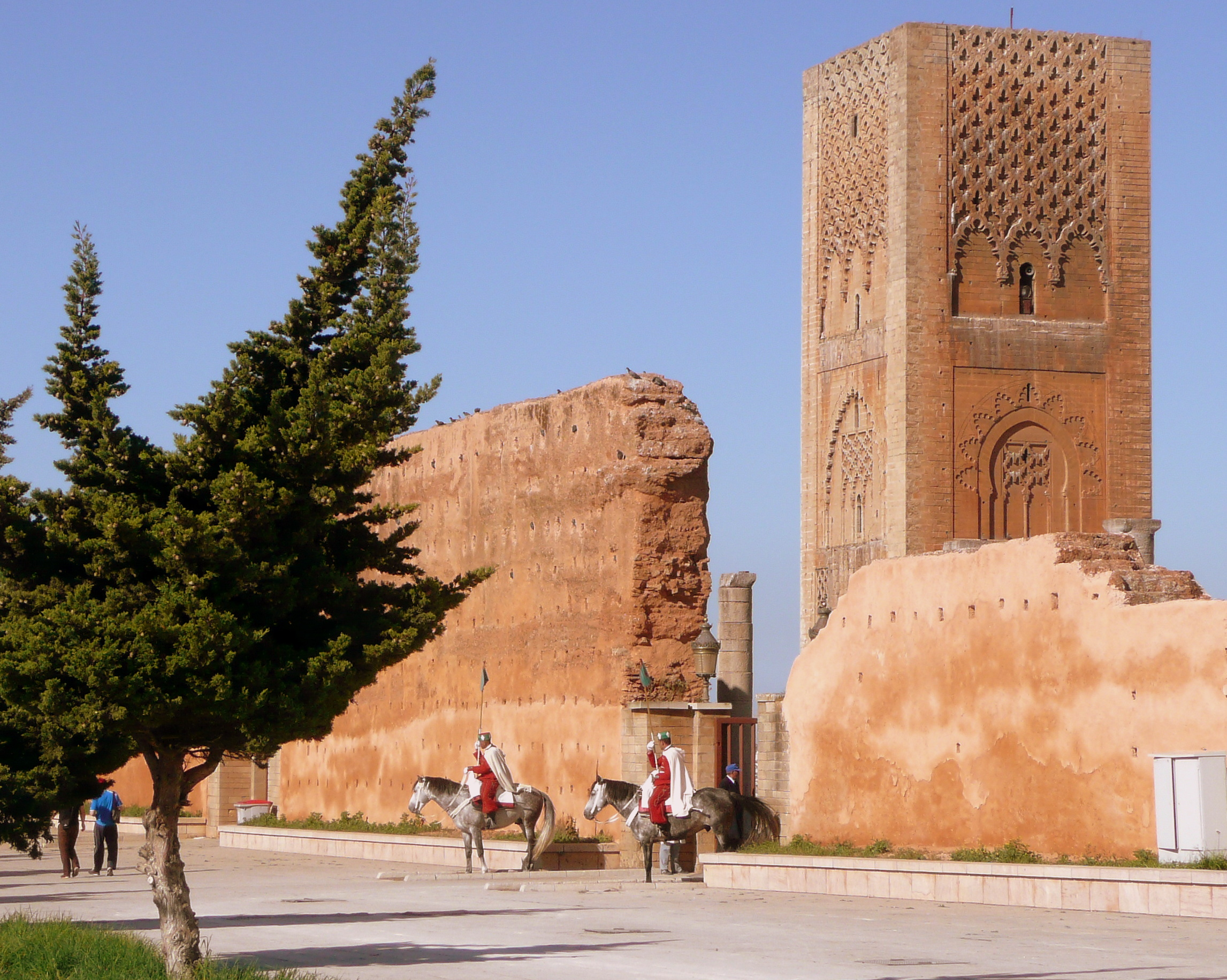
بقايا السور المحيط بالجامع، ويظهر أفراد من الحرس الملكي المغربي على البوابة

ونظرا لارتفاع البناء فإن بعض أبواب المسجد كان يصعد إليها بدرجات لم يبق منها الآن إلا سافلها، يحيط بها جدران من الجص وكانت سبعة من هذه الأبواب تشرف على الصحن. وكانت الأبواب في غاية الضخامة حسب تقدير بعض الخبراء. فقد كان ارتفاعها يتجاوز ارتفاع الجدار نفسه أي 10 أمتار، كما كان عرضها يداني عشرة أمتار ونصفا.
أما تيجان الأعمدة فتختلف زخرفته، فبعضها يشبه تيجان باب الرواح وبعضها يشبه تيجان أعمدة مسجد قرطبة.

### صحن المسجد
ويمتد الصحن الكبير على مسافة 139 × 139م. ويشمل على آبار تغطيها عدة عقود. وتقع الآبار في وسط الصحن المذكور ويبلغ طولها 69 مترا وعرضها 28 مترا ونصفا بينما يتجاوز عمقها سبعة أمتار. وتحادي الصحن الكبير أروقة تمتد على جانب سور الجامع من الشرق إلى الغرب، كما يمتد رواق مزدوج جهة الجنوب.

### الفن الزخرفي لهذا المسجد
ويستمد جامع حسان فنه بالجملة من مساجد الأندلس و[القيروان] والشرق الإسلامي. وهكذا يأخذ الجامع شكله العام من هندسة الجوامع الأندلسية، ومن بين مؤثراته الشرقية السدفتان المواجهتان لجدار القبلة، ومن مؤثرات القيروان عقود المنار المتجاوزة، وكذلك عدم تساوي الأعمدة ولو أنها كانت عن قصد في جامع حسان، ربما لترفع فوق صغارها قباب تتساوى في ارتفاعها مع السقف المنصوب فوق الأعمدة الكبيرة، ولكي لا يضفي تساوي العقود على المسجد طابعا رتيبا.

## قنوات الماء
يحتوي المسجد على آبار داخلية لحفظ المياه وتصريفها وبالتالي للاستعانة بها بالإضافة إلى مياه القنوات الخارجية التي لا يبدو لها مع ذلك أثر، كما لا نشاهد أثرا لفسقيات الوضوء التي يبدو من تصميم الجامع أنه لم يكن لها مكان في وسطه الذي كان معدا للتسقيف كمعظم مساحة الجامع.
ولقنوات الماء منافذ متباعدة تسدها بلاطات حجرية. وتمتد قناة أسفل أرض كل صحن على عمق ثلاثة أمتار وقد بنيت كلها من الجص إلا في بعض الأماكن حيث تتشكل أقواسها من الآجر. وعلى مسافة من أركان الآبار في الحاجز الشمالي تمتد قنوات أخرى محاذية لجوانب الصومعة. وهذه القنوات أسفل الأرض كسابقتها.
تقع صومعة حسان هي موقع للتراث الثقافي المغربي، في الجانب الشمالي من المسجد بالرباط، الذي بدأ بناؤه على يد يعقوب المنصور الموحدي سنة 1195 م وتوقف بوفاته سنة 1199م. عرض كل جانب منها 16.20 مترا. أما ارتفاعها فيصل إلى 67.50 مترا، وعرض جدرانها 2.50 م. يصعد إليها بواسطة غقبات صغيرة إلى حد ما يبلغ عرضها 2 م تقريبا وهي أهم أثر ظل قائما في هذا الجامع. الواجهات الخارجية للصومعة المشهورة مبنية بالحجر . وتوجد بها فتحات تضيء الدرج . وهي مزينة بمجموعة كبيرة من الزخارف والنقوش التي يختلف شكلها في كل واجهة.

## معرض صور

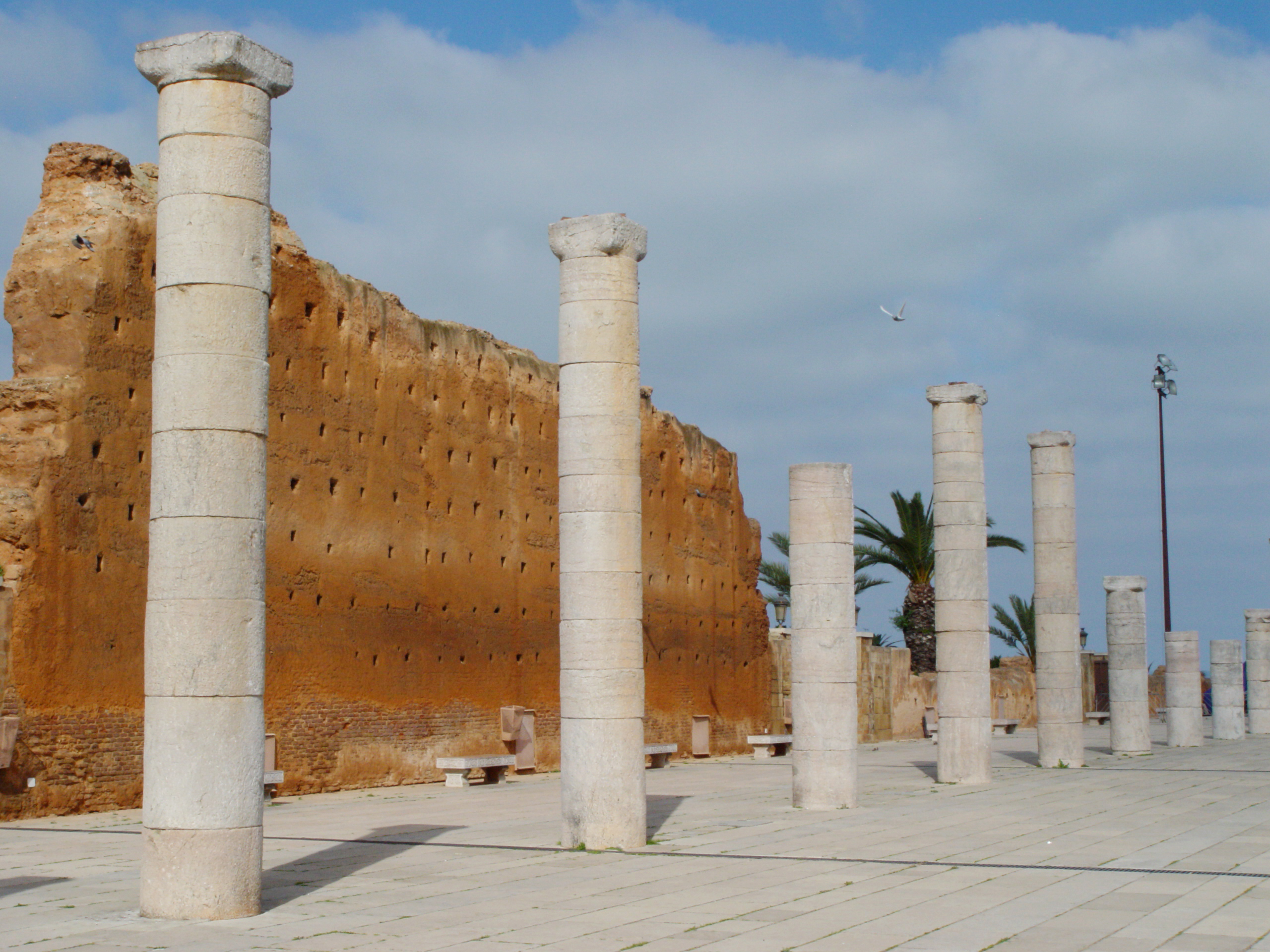
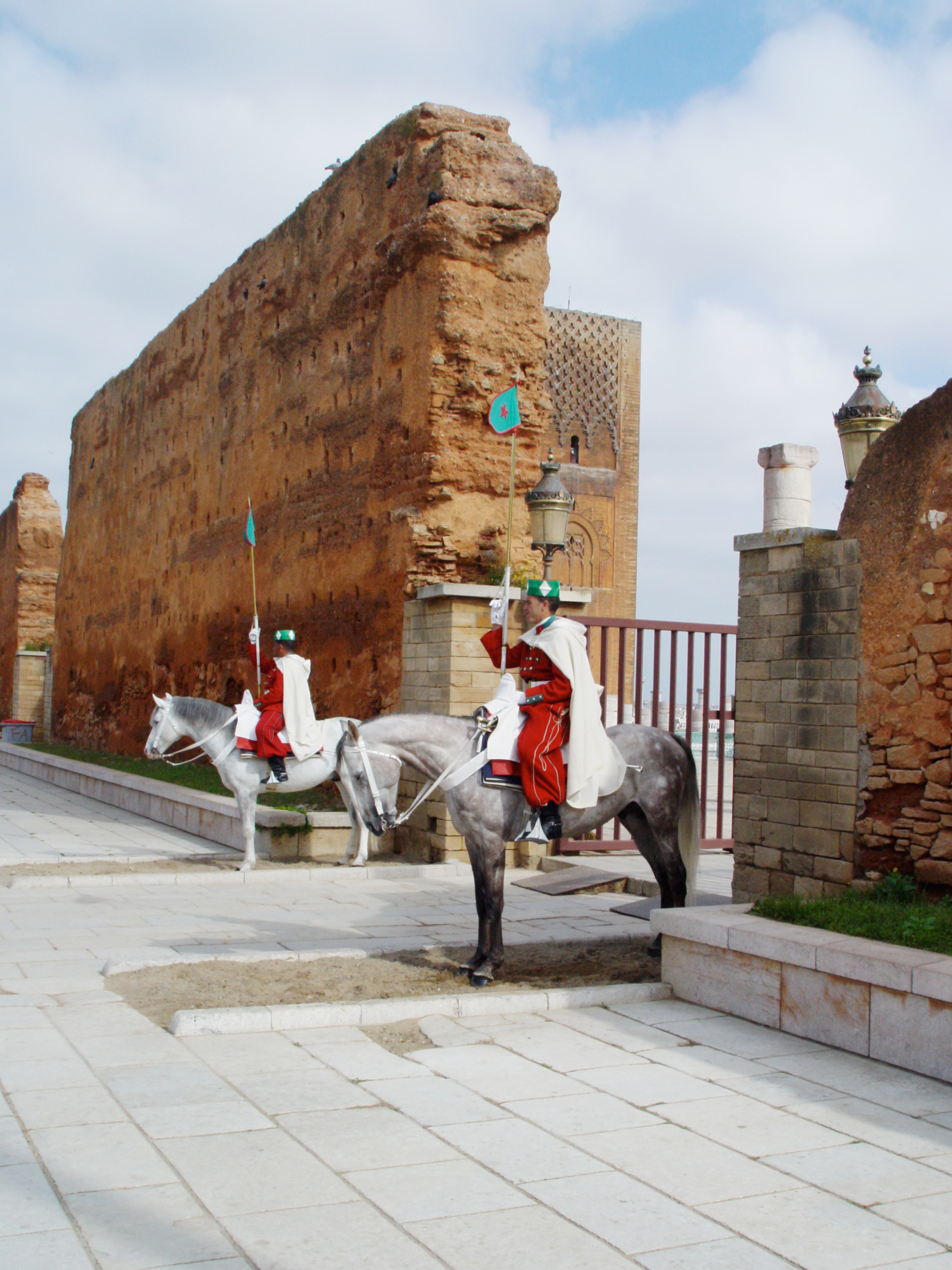
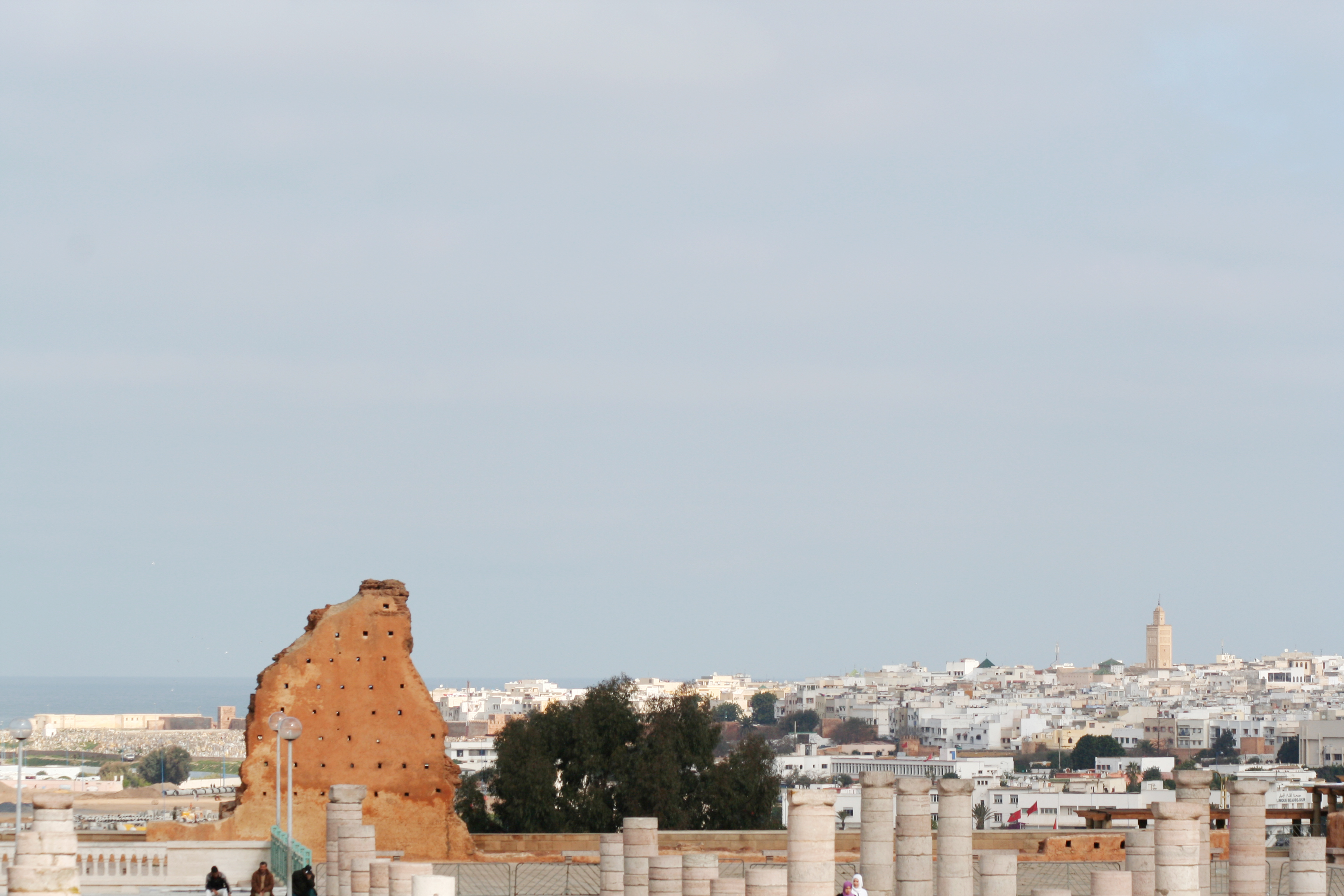
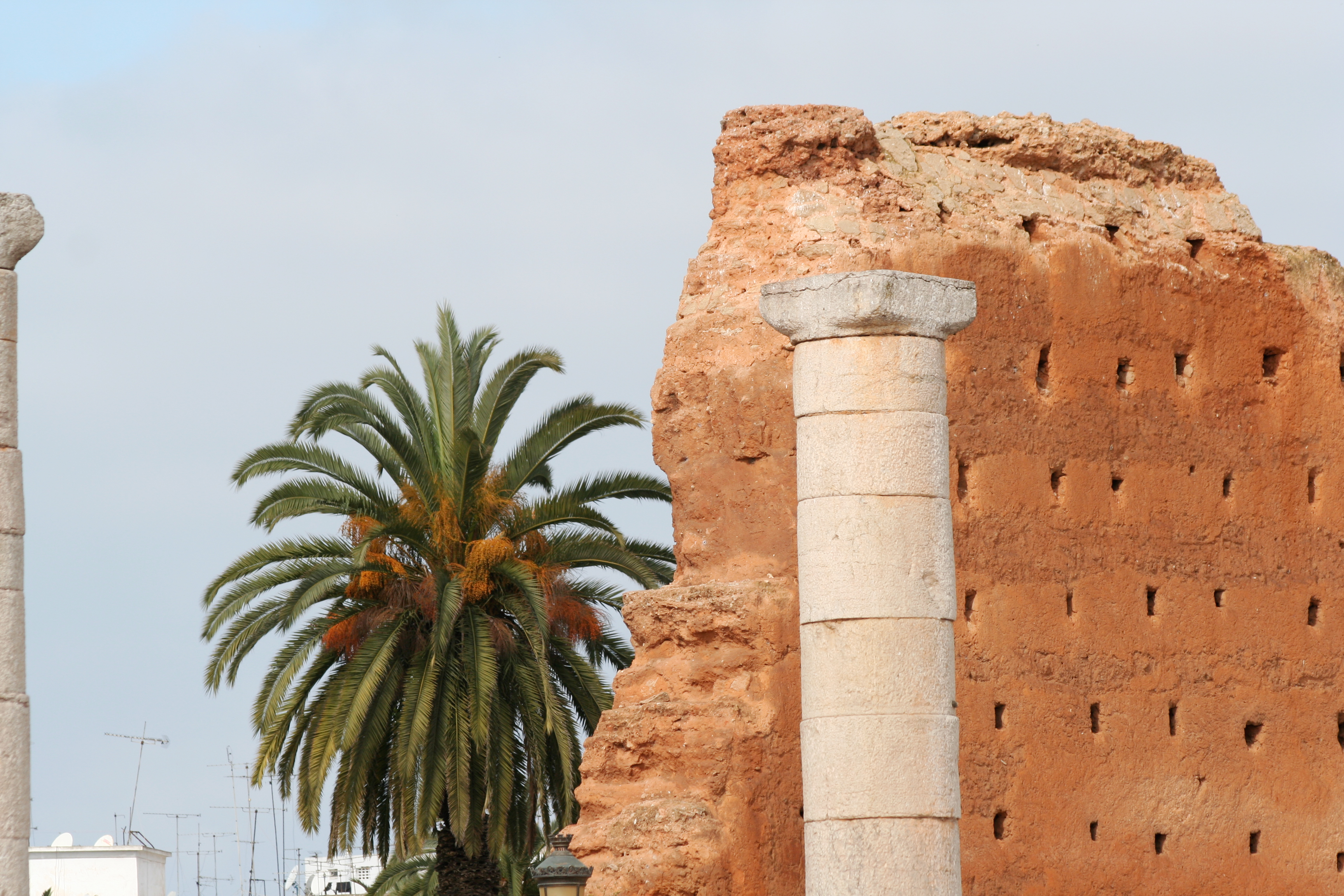